# Leyland Beaver-Eel
Il Leyland Beaver-Eel, conosciuto ufficialmente come Tender, Armoured, Leyland Type C, era un veicolo corazzato usato dalla Royal Air Force durante tutta la seconda guerra mondiale per la difesa degli aeroporti.
Questo veicolo era uno dei diversi veicoli corazzati progettati nel 1940 per ordine di Lord Beaverbrook e dall’ammiraglio sir Edward Evans per la difesa della Gran Bretagna. Questi veicoli erano una delle risposte improvvisate messe in atto al governo britannico dopo l’evacuazione di Dunkerque e nella paura della allora possibile invasione dell’isola.
Il primo prototipo venne progettato, costruito, provato ed iniziò ad essere consegnato in un periodo compreso nei dieci giorni successivi dalla visita dell’ammiraglio Evans allo stabilimento della Leyland avvenuta nel giugno del 1940. La Leyland ne costruì 250 esemplari ed altri 86 furono prodotti dalla London Midlands and Scottish Railways nello stabilimento Carriage Works di Derby.
Il Beaver-Eel consisteva in una carrozzeria corazzata a cielo aperto montata sul telaio di un camion Leyland Retriever. Il veicolo era armato con un cannone da 20 mm e con delle mitragliatrici da 7,7 mm (.303 in) .
Il veicolo venne utilizzato durante il conflitto per la difesa dei campi di aviazione principali della Gran Bretagna e delle fabbriche aeronautiche